# Huancané (distrito)
Huancané é um distrito do departamento de Puno, localizada na província de Huancané, Peru.

## Transporte
O distrito de Huancané é servido pela seguinte rodovia:
- PU-115, que liga a cidade de Huatasani ao distrito de Quilcapuncu
- PU-114, que liga a cidade ao distrito de Arapa
- PU-116, que liga as rodovias PE-34H e PE-34I
- PE-34H, que liga o distrito de San Pedro de Putina Punco (e a Fronteira Bolívia-Peru, Parque Nacional Madidi) à cidade de Juliaca
- PE-34I, que liga o distrito de Moho à cidade [1][2][3]